# Архипов Василь Сергійович
Архи́пов Васи́ль Сергі́йович (нар. 16 (29) грудня 1906 — пом. 13 червня 1985) — радянський військовий діяч, двічі Герой Радянського Союзу (1940, 1944), генерал-полковник танкових військ (з 1963). Учасник радянсько-фінської та німецько-радянської воєн.

## Біографія
Народився 9 грудня (22-го за новим стилем) 1906 року в селі Тютняри Оренбурзької губернії (нині селище Челябінської області Російської Федерації).
У Червоній армії з 1928 року. У 1931 році закінчив курси командирів взводів, а у 1938-му — курси удосконалення командного складу РСЧА. Під час радянсько-фінської війни 1939—1940 — командир роти танкового батальйону. Відзначився під час прориву лінії Маннергейма. Указом Президії Верховної Ради СРСР від 21 березня 1940 року за мужність і високу майстерність, проявлені при прориві укріпленої полоси противника капітану Архипову Василю Сергійовичу присвоєно звання Героя Радянського Союзу з врученням ордена Леніна і медалі Золота Зірка.
В боях німецько-радянської війни з перших днів. Брав участь у танковій битві під Дубном, у київській оборонній операції на новоград-волинському і коростенському напрямках. З серпня 1941 року командував 10-м танковим полком 10-ї танкової бригади.
16 вересня 1941 року полк Героя Радянського Союзу майора Архипова прибув у Полтаву. В Полтаві в нього влились 40 екіпажів Полтавського автотракторного училища. Протягом трьох діб танкісти вели оборонні бої в передмістях міста, прикриваючи евакуацію населення і обладнання підприємств міста. 18 вересня, після запеклих вуличних боїв, командиром полку було прийняте рішення про прорив і вихід з оточення. Через те, що мости через Ворсклу були зруйновані, за порадою місцевих жителів вирішено було форсувати річку в місті переправи російських військ у 1709 році в районі Кротенків. Вночі, розвиваючи максимальну швидкість, танки Архипова форсували річку глибиною до двох метрів. З оточення було виведено 92 танки, вісім гаубиць, кілька десятків автомобілів.
З грудня 1941 року Архипов — заступник командира танкової бригади, з червня 1942-го — командир бригади. Воював на Південно-Західному, Брянськом, Донському, Центральному та 1-му Українському фронтах.
За вміле керівництво бойовими діями танкової бригади й особисту хоробрість, проявлену в боях за визволення міста Перемишль (Польща), при форсуванні річки Вісла і утриманні плацдарму на її західному березі, Указом Президії Верховної Ради СРСР від 23 вересня 1944 року гвардії полковник В. С. Архипов нагороджений другою медаллю «Золота Зірка». 20 квітня 1945 року Василю Сергійовичу Архипову присвоєно військове звання генерал-майор танкових військ.
Після війни — на командних посадах. Командував військовими з'єднаннями, був командувачем бронетанковими і механізованими (з 1954 року бронетанковими, з 1960 року танковими) військами Туркестанського військового округу, заступником командувача військами військового округу. В 1963 році В. С. Архипову присвоєно військове звання генерал-полковник.
З 1971 року у відставці. Жив у Москві. Помер 13 червня 1985 року. Похований на Кунцевському кладовищі.

## Нагороди
- Медаль «Золота Зірка» Героя Радянського Союзу (№ 483)
- Медаль «Золота Зірка» Героя Радянського Союзу (№ 4642)
- Три ордени Леніна
- Орден Жовтневої Революції
- П'ять орденів Червоного прапора
- Орден Кутузова 2-ї ступені
- Орден Вітчизняної війни 1-ї ступені
- Орден Червоної Зірки
- а також медалі, іноземні нагороди.

## Твори
Архипов В. С. Время танковых атак. — Военные мемуары. — Москва : Воениздат, 1981. — 252 с. (рос.)